# جويل لاتيبوديير
جويل لاتيبوديير (بالإنجليزية: Joel Latibeaudiere) (مواليد 6 يناير 2000) هو لاعب كرة قدم إنجليزي يلعب كمدافع في نادي تفينتي أنشخيدة على سبيل الإعارة.

## روابط خارجية
- جويل لاتيبوديير على موقع قاعدة بيانات كرة القدم.إي يو (الإنجليزية)
- جويل لاتيبوديير على موقع ليكيب (الفرنسية)
- جويل لاتيبوديير على موقع ناشيونال فوتبول تيمز (الإنجليزية)
- جويل لاتيبوديير على موقع Soccerbase.com (لاعب) (الإنجليزية)
- جويل لاتيبوديير على موقع Soccerway.com (الإنجليزية)